# Киняево
Киняево — деревня в Орехово-Зуевском районе Московской области. Входит в состав Горского сельского поселения, до муниципальной реформы — в составе Горского сельского округа№ 67/2005-ОЗ «О статусе и границах Орехово-Зуевского муниципального района и вновь образованных в его составе муниципальных образований». Население — 98 чел. (2010).
До 1929 года, деревня состояла в Теренинской волости Богородского уезда, на 1852 год имела 16 дворов с населением 113 человек, в 1925 году — 60 дворов и 280 жителей. На 1 января 1997 года — 74 жителя
Граничит с северной частью города Дрезна, находится за регулируемым железнодорожным переездом, в 350 метрах от железнодорожной станции «Дрезна», деревнями Бяльково и Малиново, высота центра над уровнем моря 121 м.

## Население
| 1926 | 2002 | 2006 | 2010 |
| ---- | ---- | ---- | ---- |
| 491  | ↘70  | ↘64  | ↗98  |

## Известные уроженцы
- Буров, Иван Иванович (1897—1975) — советский военачальник, генерал-лейтенант войск связи.